# Bärnfels

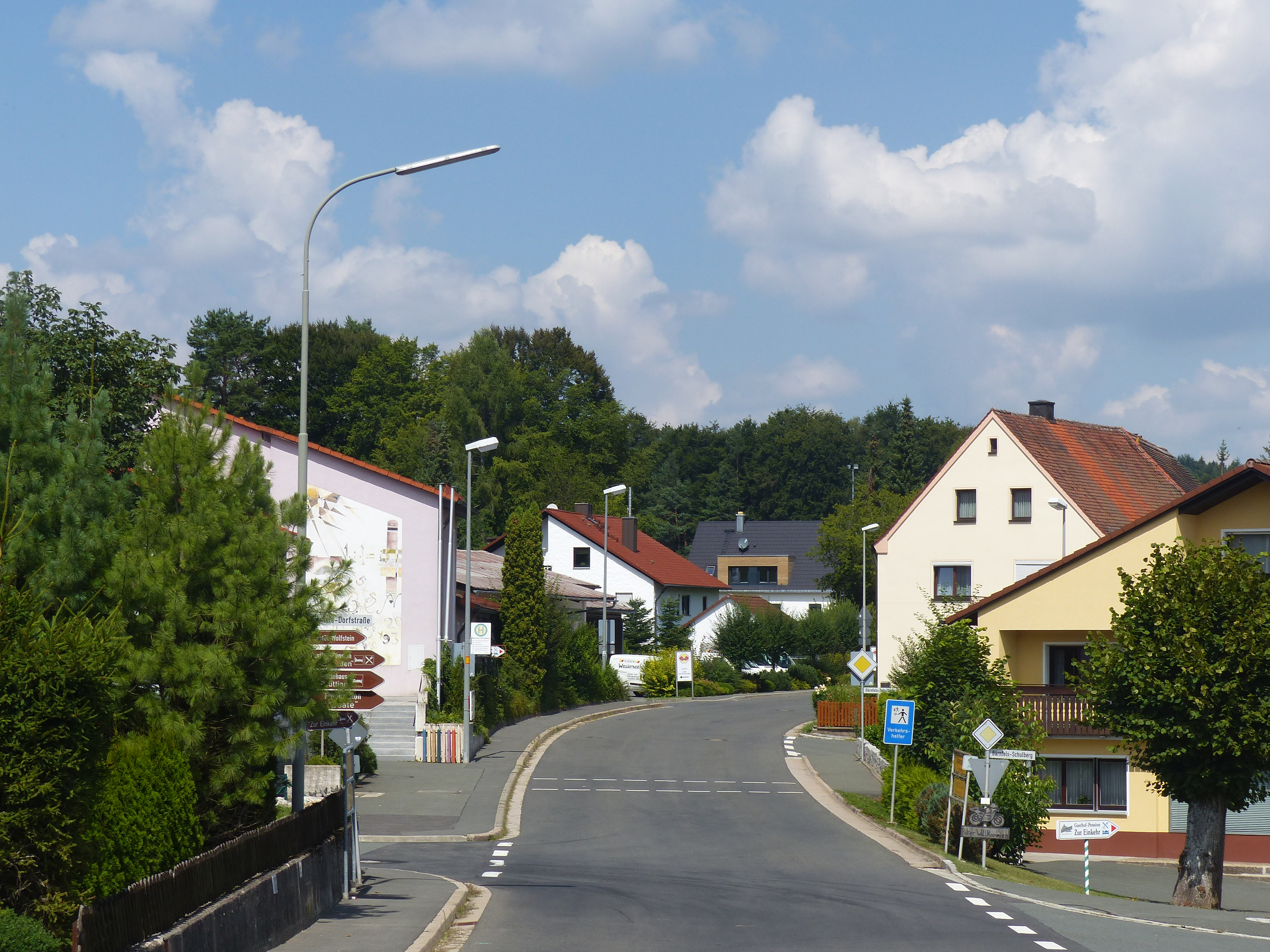
Bärnfels-Hauptstraße Blickrichtung Nord

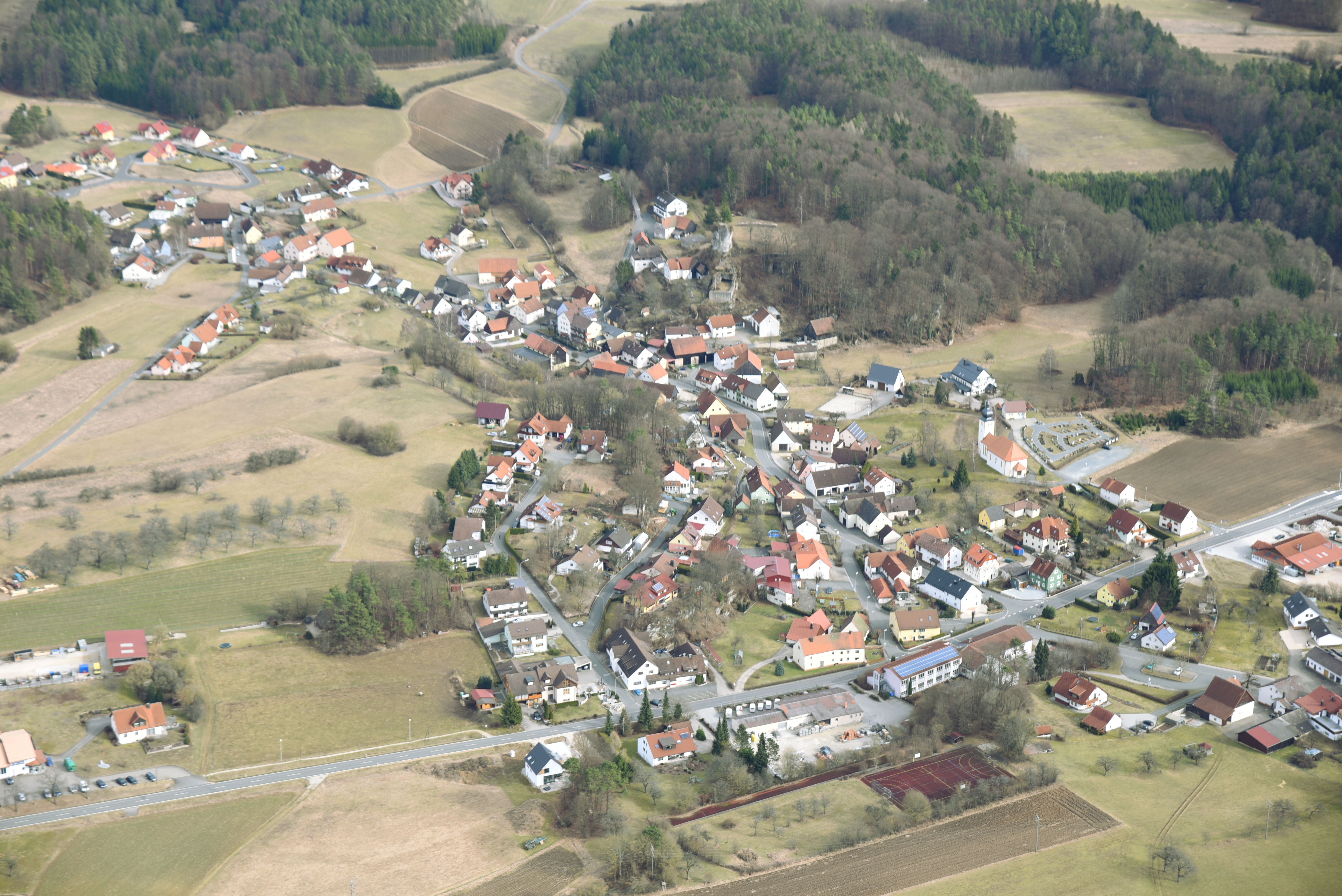
Luftaufnahme von Bärnfels (2017)

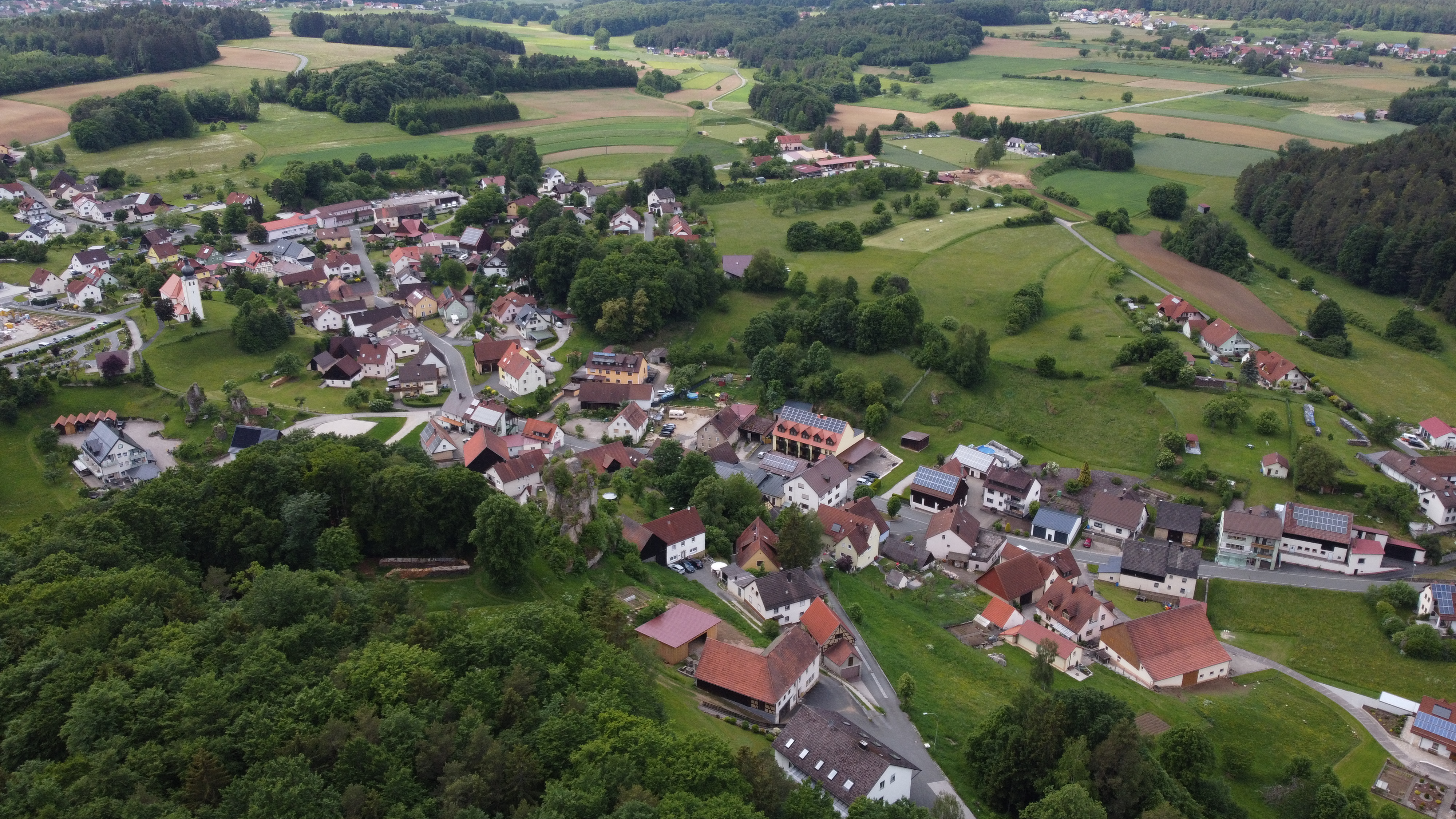
Luftbild von Bärnfels aus Richtung Osten (Mai 2022)

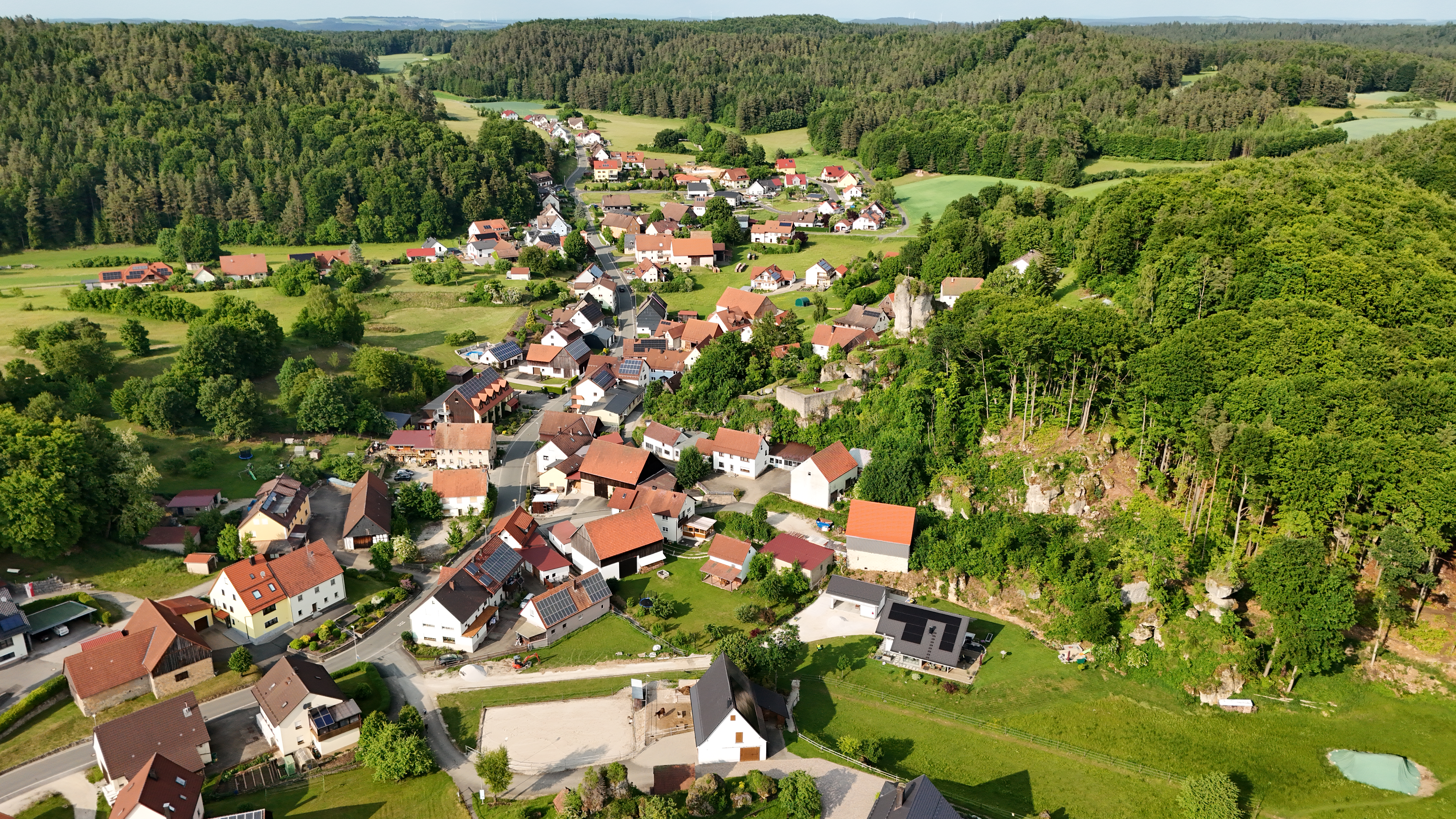
Luftbild von Bärnfels aus Richtung Westen (2025)

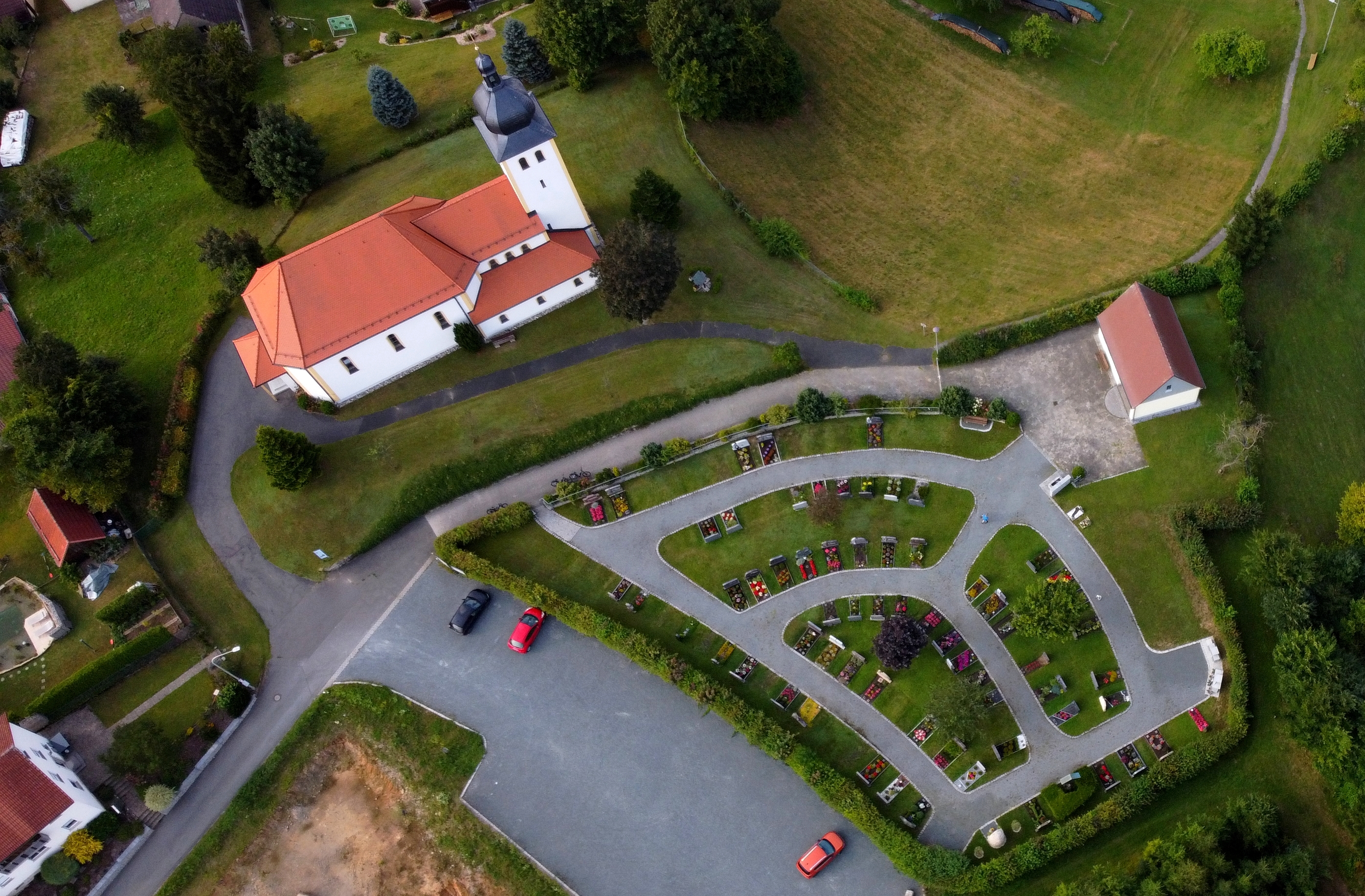
Kirche Maria Schnee und der Friedhof von Bärnfels (Luftbild)

Bärnfels ist ein Gemeindeteil der Gemeinde Obertrubach im Landkreis Forchheim (Oberfranken, Bayern).

## Geografie
Das Kirchdorf liegt in der Fränkischen Schweiz etwa zwei Kilometer nordnordwestlich von Obertrubach auf einer Höhe von 482 m ü. NHN.

## Geschichte
Die erste schriftliche Erwähnung von Bärnfels war 1285. Bis zum Ende des 18. Jahrhunderts unterstand Bärnfels der Landeshoheit des Hochstifts Bamberg. Die Dorf- und Gemeindeherrschaft übte dessen Vogteiamt Leienfels aus, die Hochgerichtsbarkeit das ebenfalls bambergische Centamt Pottenstein. Als das Hochstift Bamberg infolge des Reichsdeputationshauptschlusses 1802/03 säkularisiert und unter Bruch der Reichsverfassung vom Kurfürstentum Pfalz-Baiern annektiert wurde, wurde Bärnfels Bestandteil der bei der „napoleonischen Flurbereinigung“ in Besitz genommenen neubayerischen Gebiete.
Durch die Verwaltungsreformen zu Beginn des 19. Jahrhunderts im Königreich Bayern wurde Bärnfels mit dem Zweiten Gemeindeedikt 1818 eine Ruralgemeinde. Mit der Gebietsreform in Bayern wurde Bärnfels am 1. Mai 1978 in Obertrubach eingemeindet.

## Verkehr
Die Anbindung an das öffentliche Straßennetz wird zum einen durch die Kreisstraße FO 20 hergestellt, die aus dem Südsüdosten von Obertrubach her kommend in nördlicher Richtung nach Kleingesee weiterführt, wo sie in die Staatsstraße 2191 einmündet. Von dieser zweigt im westlichen Ortsbereich die Kreisstraße FO 21 ab, die Bärnfels mit dem zwei Kilometer westlich gelegenen Geschwand verbindet.

## Baudenkmäler

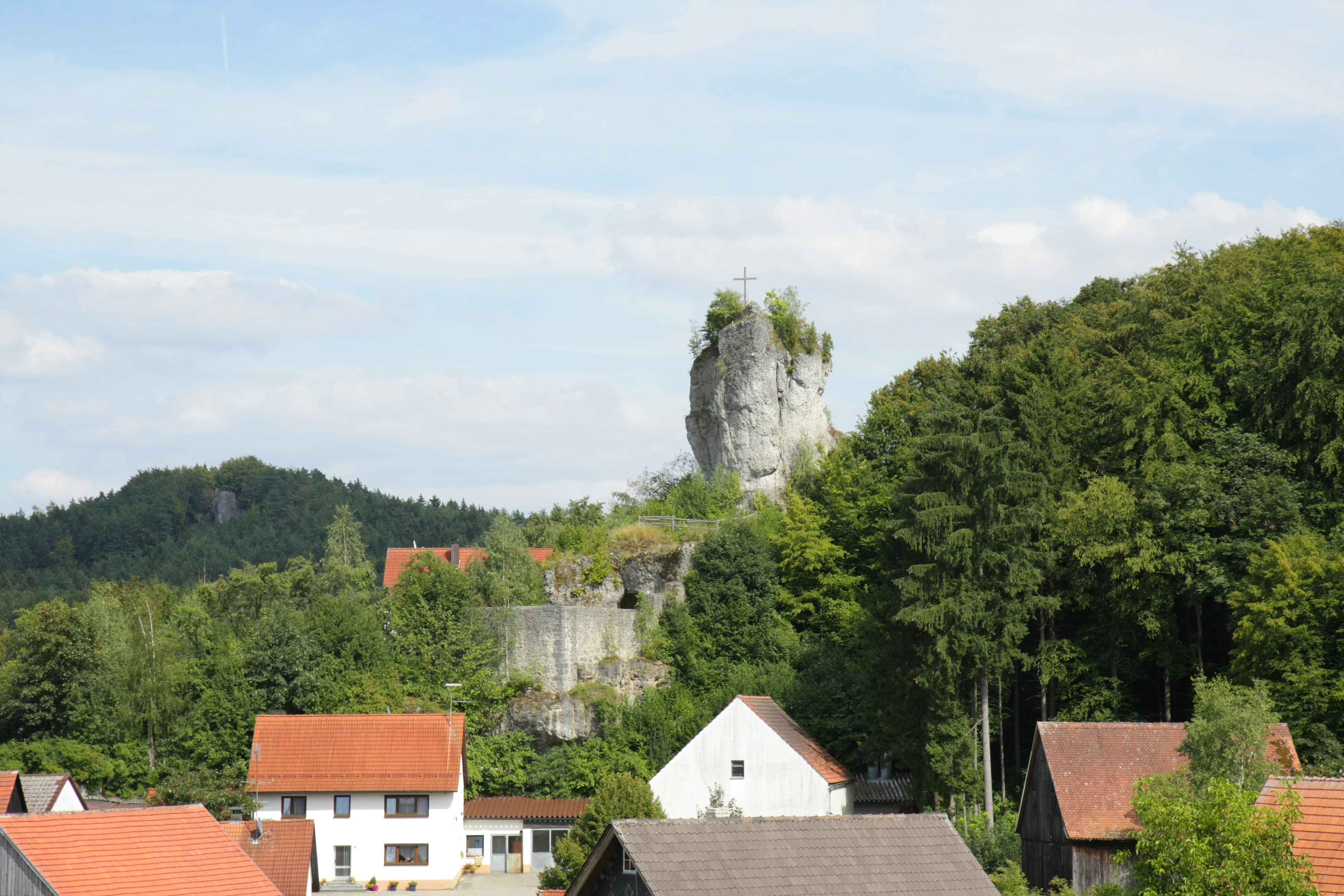
Die Burgruine Bärnfels

In Bärnfels befinden sich vier denkmalgeschützte Objekte, darunter die am südöstlichen Ortsrand gelegene Ruine der Burg Bärnfels.